# NGC 6599
NGC 6599 (другие обозначения — NGC 6600, UGC 11178, MCG 4-43-19, ZWG 142.31, NPM1G +24.0462, PGC 61655) — линзообразная галактика (S0) в созвездии Геркулес.
Этот объект занесён в новый общий каталог несколько раз, с обозначениями NGC 6599, NGC 6600.
Этот объект входит в число перечисленных в оригинальной редакции «Нового общего каталога».